# Cecilia Bartoli
Cecilia Bartoli, italijanska mezzosopranistka in operna pevka, * 4. junij 1966, Rim, Italija
Najbolj je znana po interpretaciji Rossinijeve in Mozartove glasbe ter manj znanih klasičnih in baročnih pevskih del, kot recimo Vivaldija, Glucka in Salierija. 

## Biografija
Cecilia Bartoli se je rodila Silvani Bazzoni in Pietru Angelu Bartoli, ki sta oba operna pevca. Starša sta jo sprva učila glasbe, nato pa se je vpisala v Conservatorio di Santa Cecilia v Rimu, kjer je nadaljevala študij petja, medtem ko jo je mati nadalje učila doma. Leta 1985 je Cecilia Bartoli zmagala v italijanskem televizijskem tekmovanju Fantastico, takoj potem pa je prvič nastopala v rimski operi. Ko je pela na televizijski oddaji ob 10. obletnici smrti Marie Callas, sta jo opazila Herbert von Karajan in Daniel Barenboim, in njena pevska kariera je vzletela.
Cecilia Bartoli ima mlajšo sestro Federico, ki je gledališka oblikovalka, in starejšega brata Gabriele, ki je umrl leta 1997 zaradi raka. Starša sta ločena.

## Albumi in posnetki

### Opere
- Bellini: La Sonnambula (2008)
- Mozart: Don Giovanni (2001)
- Handel: Rinaldo (2000)
- Mozart: Mitridate (1999)
- Rossini: Il Turco in Italia (1998) - Turek v Italiji
- Haydn: Orfeo ed Euridice (1997) - Orfej in Evridika
- Mozart: La Clemenza di Tito (1995)
- Mozart: Le Nozze di Figaro (1994) - Figarova svatba
- Puccini: Manon Lescaut (1993)
- Rossini: La Cenerentola (1993) - Pepelka
- Mozart: Lucio Silla (1991)
- Rossini: Il Barbiere di Siviglia (1989) - Seviljski brivec

### Recitali z orkestrom
- Maria (A Tribute to Maria Malibran) (2007)
- Opera Proibita (2005)
- The Salieri Album (2003)
- Gluck Italian Arias (2001)
- Cecilia and Bryn (1999)
- The Vivaldi Album (1999)
- Mozart Portraits (1994)
- Rossini Heroines (1992)
- Mozart Arias (1991)
- Rossini Arias (1989)

### Recitali s klavirjem
- Live in Italy (1998)
- An Italian Songbook (1997)
- Chant D'Amour (1996)
- Italian Songs (1993)
- Arie Antiche (1992)
- Rossini Recital (1990)

### Cerkvena glasba
- Pergolesi: Stabat Mater, Salve Regina
- Scarlatti: Salve Regina
- Mozart: Requiem (1992)
- Stephanie (1993)

### Kantate
- Rossini Cantatas Volume 2

### Zbirke
- The Art of Cecilia Bartoli (2002)
- A Portrait (1995)